# Коган-Ясний Віктор Мойсейович
Коган - Ясний Віктор Мойсейович (справжне прізвище - Коган) ( нар.1889, Полтава , Російська імперія —  пом.1958, Харків, УРСР, СРСР) —   український радянський лікар, терапевт, доктор медичних наук, професор. Заслужений діяч науки УРСР (1941) .

## Життєпис
Народився 16 липня 1889 року у сім'ї службовців . Закінчив Полтавську гімназію, у 1905 році, цього ж року вступив на природниче відділення фізико-математичного факультету Харківського університету, у 1910 році перевівся на медичний факультет університету, який закінчив у 1913 році. Також у 1913 році навчався на курсах з бактеріології, гігієни харчових продуктів у проф. С. В. Коршуна. Учень професора Шатілова П.І. Спочатку, у 1912 – 1914 роках працював у хіміко-бактеріологічній лабораторії, де завідував хіміко-мікроскопічним відділенням. У 1914 – 1918 роках, у Першу світову війну, у діючій армії проходить службу на посаді полкового лікаря. Після закінчення війни повернувся до Харкова. Видатний клініцист, терапевт та ендокринолог, педагог, усе життя якого було пов’язане з Харківською вищою медичною школою. З 1918 по 1955 працював у Харківському медичному інституті, де завідував різними кафедрами терапевтичного профілю  . 
Приват-доцент кафедри факультетської терапії (1926), завідувач кафедри внутрішніх хвороб санітарно-гігієнічного факультету (1932-38 рр.), завідувач кафедри госпітальної терапії II Харківського медичного інституту (1938-41 рр.), завідувач кафедри госпітальної терапії Киргизького медичного інституту (1941-1943 роки.), завідувач терапевтичної клініки Московського обласного науково-дослідного клінічного інституту («МОНИКИ») (1943 рік), завідувач кафедри госпітальної терапії  Харківського медичного інституту (1943-53 рр). Перший головний лікар студентської лікарні у Харкові. У 1953 році репресований за "справою лікарів", реабілітований в тому ж році. У 1954-1955 роках – завідувач кафедри пропедевтики внутрішніх хвороб, обіймав посаду консультанта при обласній фізіотерапевтичній лікарні . 

Помер 20 липня 1958 року. Похований на міському кладовищі № 2.

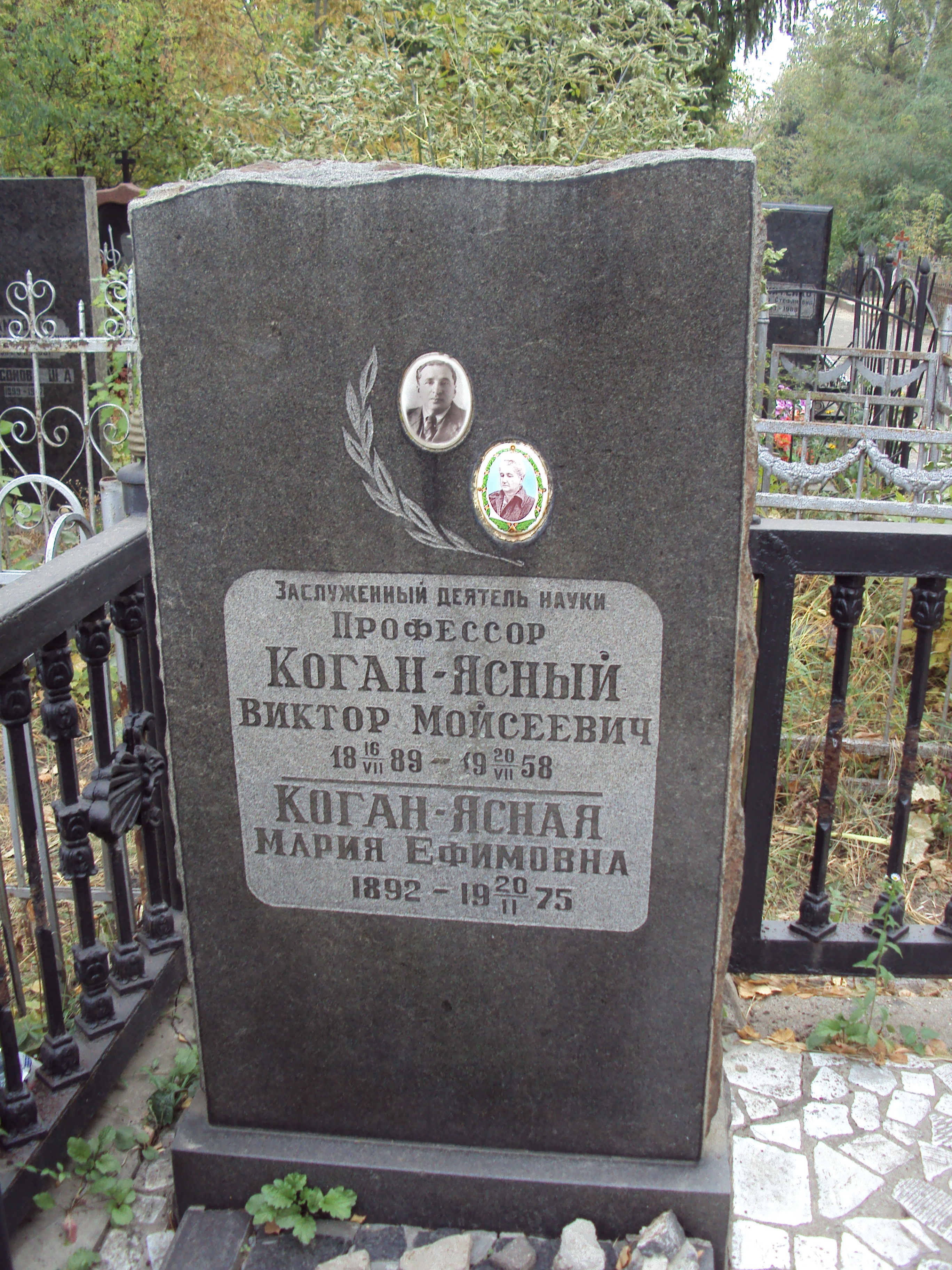
Поховання В.М. Коган-Ясного на Харківському міському кладовищі №2. Світлина DKM med.

## Науковий доробок
Більшість клініко-експериментальних робіт Віктора Мойсейовича присвячено проблемам ендокринології, виразкової хвороби, есенціальній гіпертензії. Вивчав гіпертонічну хворобу, запропонував класифікацію гіпертоній, яка надала можливість диференційовано лікувати це захворювання . 
У 1922 році вперше на Україні в лабораторії академіка  Данилевського В.Я.  вивчав дію інсуліну . У 1923 році вперше в Радянському Союзі отримав вітчизняний інсулін. Вчений зробив внесок у розвиток вітчизняної воєнно-польової терапії  . 
Більшість його клініко-експериментальних робіт присвячено проблемам ендокринології, виразкової хвороби, есенціальній гіпертензії.  
Автор 9 монографій, близько 40 посібників, підручників та збірників, 175 наукових робіт з різних питань внутрішньої медицини, ендокринології, фізіології, фармакології. Під його керівництвом захищено 15 докторських і 35 кандидатських дисертацій.

## Громадська діяльність
У 1919 році — секретар Союзу лікарів Харківської губернії, 1919—1925 — секретар журналу «Лікарська справа», єдиного на той час медичного часопису в Україні[джерело?], з 1926 року — один з редакторів журналу. У 1919 році разом з В. Я. Данилевським виступив ініціатором створення Органотерапевтичного інституту Харківського медичного товариства (ХМТ, сьогодні Інститут проблем ендокринної патології НАМН України імені В. Я. Данилевського), у 1926 році організував першу в СРСР ендокринологічну клініку. У 1921 році організував у Харкові студентські лікарню і поліклініку. У 1922 році призначається уповноваженим Наркомату охорони здоров'я УРСР і Червоного Хреста з обстеження голодуючих губерній України.
У 1927 році ініціював створення курорту «Березівські мінеральні води», науковий консультант та член Ради курорту. Фундатор створення Інституту харчування у Харкові (1931). Це перший науковий та лікувальний заклад такого роду. На початку роботи закладу очолював інститут, потім був заступником директора з наукової роботи. Досліджував проблеми голоду та використовував свій досвід при організації лікувального харчування на харківських заводах, при відкритті першого в Україні дієтичного диспансеру (1925), поклавши початок розвитку по всій країні дієтичних диспансерів, столових та дієтичних кутків. У 1931 році призначається заступником голови Української науково-харчової ради при Наркоматі охорони здоров'я УРСР та консультантом відділу громадського та лікувального харчування Наркомату. Вчений є засновником лікувального харчування в Україні[джерело?].
Під керівництвом В. М.  Когана-Ясного з 1930 року регулярно проводились Всеукраїнські наради лікарів з ендокринології та органотерапії. У 1932 році його було призначено головою Надзвичайної комісії з оздоровлення України при Надзвичайній санітарній комісії Наркомату охорони здоров'я УРСР. Віктор Мойсейович у цій комісії очолював роботу з ліквідації висипного тифу у Харкові. Був активним учасником майже усіх союзних і республіканських терапевтичних, ендокринологічних, фізіологічних та інших медичних з'їздів.
Неодноразово обирався депутатом районних та міської рад Харкова.

## Досягнення
Один із засновників найстарішого медичного журналу «Лікарська справа» (архів), Голова Правління Харківського ендокринологічного товариства, беззмінний член Правління  ХМТ, Голова Правління ХМТ (1933-1944).
З його ініціативи у м. Фрунзе (м. Бішкек) реорганізоване медичне товариство та відкрито першу терапевтичну клініку (1943). Головний терапевт евакошпиталів НКОЗ УРСР (1944) [4]. Головний терапевт Міністерства охорони здоров’я УРСР (1945-1946). Вчений був редактором багатьох інших авторитетних медичних журналів: «Клиническая медицина», «Радянська медицина» та ін. .

## Нагороди та відзнаки
За тяжку працю у роки війни нагороджено медалями «За доблестный труд в Великой Отечественной войне 1941 – 1945 гг.», «За победу над Германией в Великой Отечественной войне 1941 – 1945 гг.» .

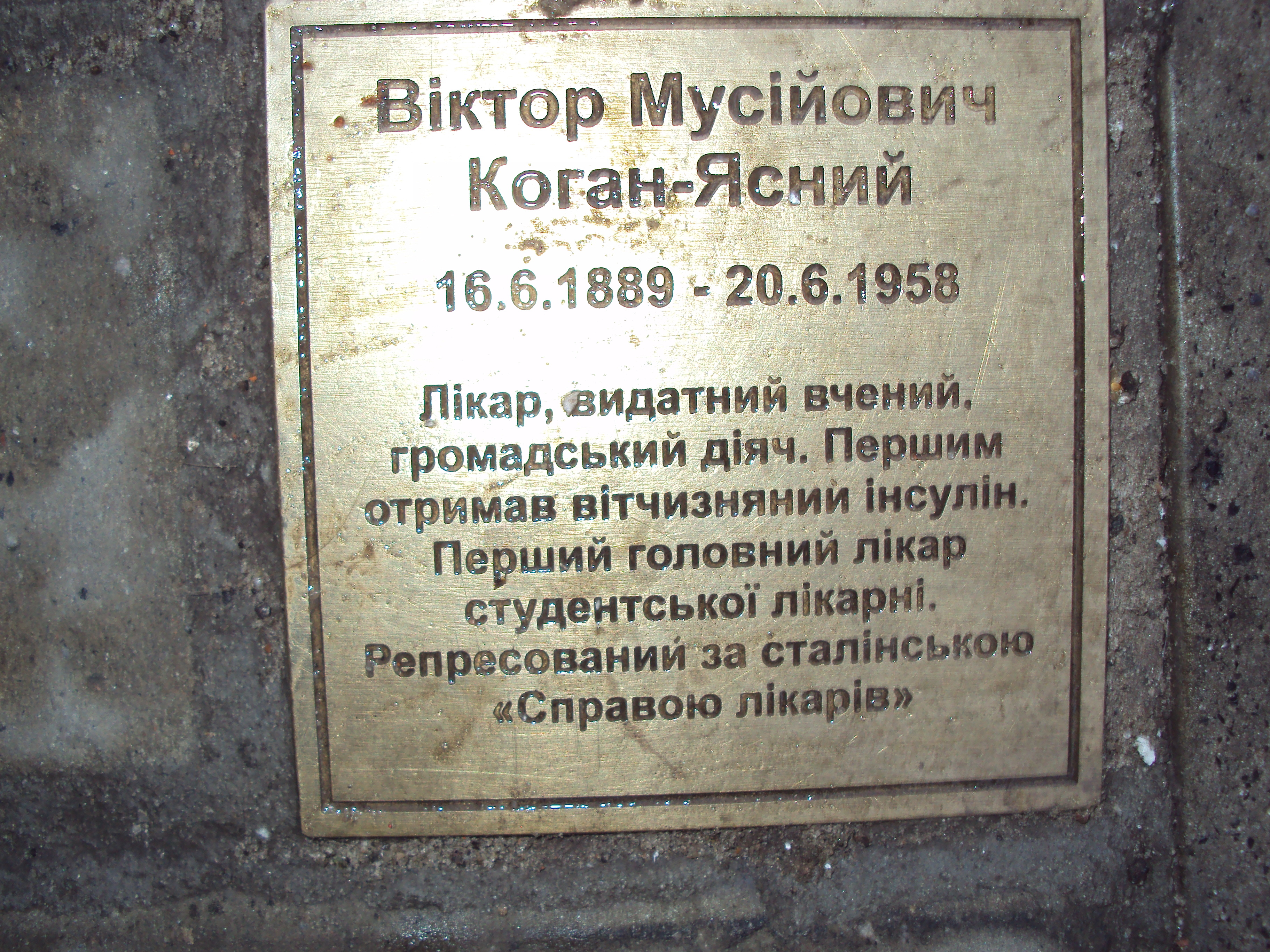
Дощечка з інформацією щодо Когана-Ясного В.М. проти будинку № 6 за вул.Алчевських. Світлина DKM med,

## Пам'ять
До ювілейних дат персоналії вийшли статті у фахових медичних журналах   та сюжети на YouTube . На вулиці Алчевських, проти будинку № 6 розміщена пам'ятна дощечка Когана-Ясного. 